# Kaws
Kaws is de artiestennaam van Brian Donnelly (4 november 1974), een Amerikaanse kunstenaar en ontwerper. Zijn werk omvat herhaaldelijk gebruik van een aantal figuratieve karakters en motieven, waarvan sommige dateren uit het begin van zijn carrière in de jaren 1990. Aanvankelijk schilderde hij ze in 2D, later werden ze gerealiseerd in 3D. Sommige van zijn personages zijn zijn eigen creaties, terwijl andere herwerkte versies van bestaande iconen zijn.
De sculpturen van de kunstenaar variëren in grootte, van enkele centimeters tot meters hoog, en worden gemaakt van verschillende materialen.

## Trivia
- In 2021 stond er een aantal maanden een kunstwerk van Kaws op het Amsterdamse Museumplein.[2]